# Мечеть Мезід-бея
Мече́ть Мезід-бе́я (тур. Mezid Bey Camii) — мечеть у центрі провінції Едірне, збудована в середині XV століття Мезід-беєм, який був санджак-беєм Аладжахісара за часів правління Мурада II. На табличці біля входу до мечеті також зазначено, що її збудував муніципалітет у 1442 році.
Мечеть розташована у великому саду. На її вхідних дверях є арабський напис про ремонт, датований 1307 роком за ісламським календарем (1889–1890). Мечеть має перевернутий Т-подібний план і перекрита 4 куполами.
На час будівництва споруду також називали Єшільдже Джамі (тур. Yeşilce Camii, Зелена мечеть) через колір плитки всередині мечеті та через те, що мінарет був покритий глазурованою цеглою. Ці плитки не збереглися до наших днів через землетрус 1752 року та руйнування під час російської окупації. Після Балканських воєн Мечеть Мезід-бея довгі роки стояла в руїнах посеред полів. У 1990–1991 роках Головне управління фондів провело її реставрацію, зруйнований мінарет було відбудовано, і мечеть знову відкрили для богослужінь.